# Коломар
Коломар (фр. Colomars) насеље је и општина у Француској у региону Прованса-Алпи-Азурна обала, у департману Приморски Алпи која припада префектури Ница.
По подацима из 2011. године у општини је живело 3330 становника, а густина насељености је износила 495,54 становника/km². Општина се простире на површини од 6,72 km². Налази се на средњој надморској висини од 300 метара (максималној 402 m, а минималној 57 m).

## Демографија
| 1962. | 1968. | 1975. | 1982. | 1990. | 1999. | 2011. |
| ----- | ----- | ----- | ----- | ----- | ----- | ----- |
| 679   | 979   | 1.241 | 1.714 | 2.307 | 2.876 | 3.330 |

График промене броја становника у току последњих година